# Space Station 76
Space Station 76 es una película estadounidense de 2014, dirigida por Jack Plotnick.

## Sinopsis
Una pequeña comunidad de personas y robots, conviven a diario en una gran estación espacial que se encuentra orbitando libremente por el espacio. En ella, como en cualquier comunidad existente, se viven siempre roces y por ello, la historia cuenta cómo transcurren este tipo de situaciones.
La línea de tiempo se centra en la época de los años 70.

## Reparto
- Patrick Wilson, como Capitán Glenn.
- Liv Tyler, como Jessica.
- Marisa Coughlan, como Misty.
- Matt Bomer, como Ted.
- Jerry O'Connell, como Steve.
- Kylie Rogers, como Sunshine.
- Kali Rocha, como Donna.
- Victo Togunde, como James.
- Sam Pancake, como Saul.
- Michael Stonayov, como Dr. Bot.
- Katherine Ann McGregor, como Janice.
- Anna Sophia Berglund, como ángel estelar.
- Susan Carrie, como madre Steve.
- Keir Dullea, como Sr. Marlowe.
- Ryan Gaul, como Chuck.
- Melodi Hallenbeck, como Melodi Hallenbeck.
- Jonny Jay, como camionero.
- Hart Keathley, como bebé de Donna.
- Matthew Morrison, como Daniel.
- Julia Wood, como Susan.
- Jack Plotnick, como voz.